# Sadzawka (Ukraina)
Sadzawka (ukr. Саджавка) – wieś na Ukrainie, w obwodzie iwanofrankiwskim, w rejonie nadwórniańskim, nad Prutem.
We wsi znajduje się przystanek kolejowy Sadzawka, położony na linii Kołomyja – Delatyn.